# Ranunculus ternatus
Ranunculus ternatus är en ranunkelväxtart som beskrevs av C.P. Thunberg och A. Murray. Ranunculus ternatus ingår i släktet ranunkler, och familjen ranunkelväxter. Utöver nominatformen finns också underarten R. t. dissectissimus.

## Bildgalleri

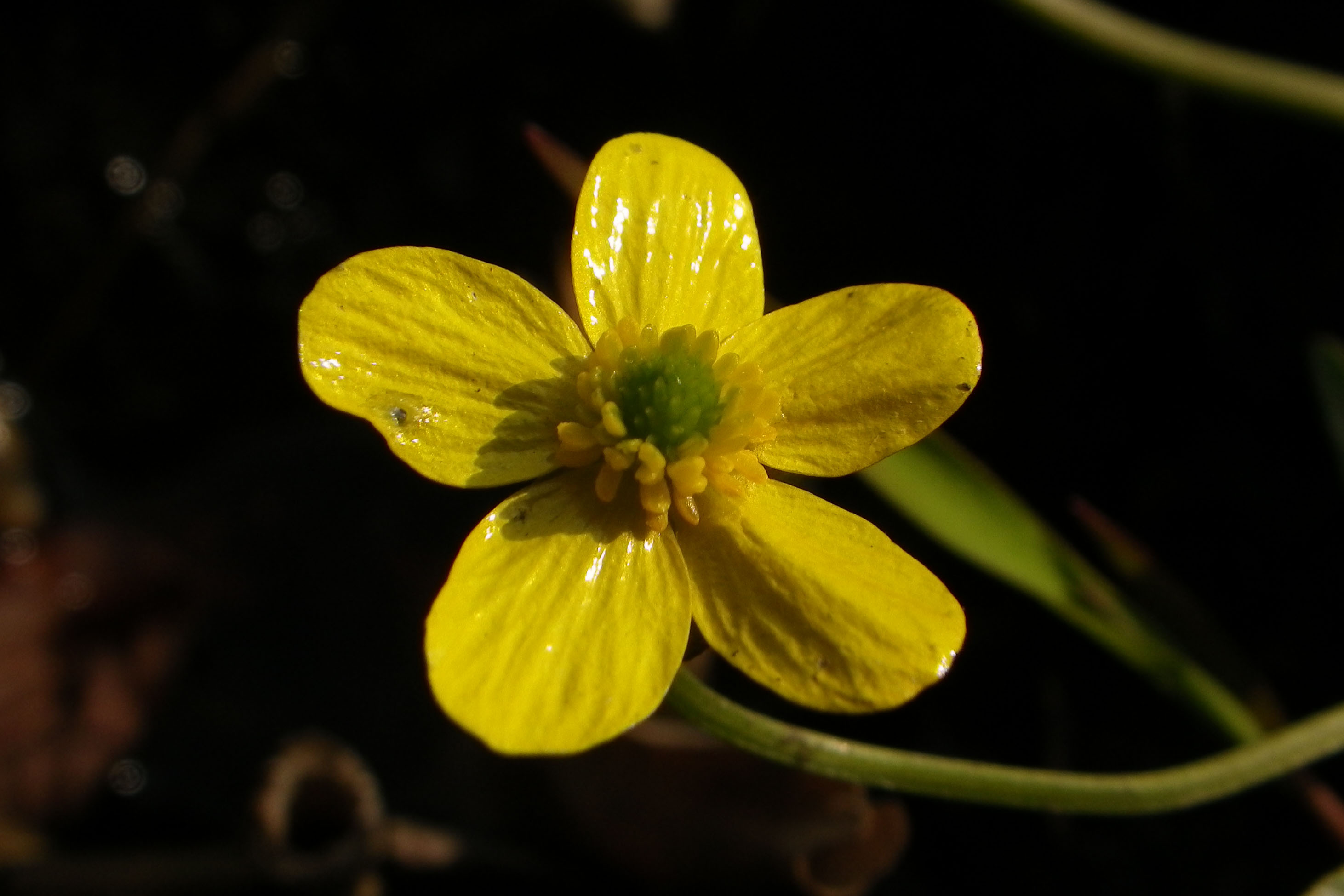